# ПСТ «Капрал»
ПСТ «Капрал» — травматический пистолет на основе конструкции пистолета-пулемёта ПП-91 «Кедр», который выпускает Златоустовский машиностроительный завод.

## История
ПСТ разработан в качестве служебного оружия в середине 2000х годов.

## Описание
Пистолет изготавливается из тех же оружейных сталей, что и пистолет-пулемёт ПП-91 «Кедр». Автоматика основана на использовании энергии отдачи свободного затвора. Ударно-спусковой механизм куркового типа, позволяющий вести стрельбу только одиночными выстрелами. Предохранитель-переводчик флажкового типа выполнен с правой стороны ствольной коробки и имеет два положения ("О" - огонь и "ПР" - предохранитель).
Ствольная коробка прямоугольной формы, штампованная из стального листа, имеет съёмную крышку. Канал ствола гладкий, хромированный, жёстко крепится в ствольной коробке, к которой присоединены пистолетная рукоятка, приёмник магазина и откидной приклад.
Подача патронов осуществляется из коробчатого магазина. Кнопка извлечения магазина расположена с левой стороны приёмника магазина.
Для повышения устойчивости при стрельбе пистолет снабжён плечевым упором, складывающимся поверх ствольной коробки.
Прицельные приспособления открытого типа (регулируемая по вертикали мушка и целик).
Для визуального отличия от боевого и служебного огнестрельного оружия, в конструкцию ПСТ был введён лжешомпол, а крышка ствольной коробки и магазин c 1 марта 2006 года обязательно окрашиваются в серый цвет.

## Варианты и модификации
- ПСТ «Капрал» - первая модель, выпуск прекращён
- ПСТ-C «Капрал» - вторая модель, вариант 2018 года[1]
- ПДТ-9Т «Есаул» — гражданский травматический пистолет, самозарядная версия под патрон 9 мм Р. А. (выпускается с 2005 г.). Сначала складной приклад не ставили (поэтому масса ПДТ-9Т «Есаул» без приклада и патронов - 1,15 кг), но позднее начался выпуск ПДТ-9Т «Есаул» со складным плечевым упором[4].
- травматический пистолет «Есаул-2» — полностью автоматическая версия ПДТ-9Т «Есаул» под патрон 9 мм Р. А., был изготовлен демонстрационный образец, но оружие не прошло сертификацию и серийно не производилось[5]
- ПДТ-13Т «Есаул-3» — гражданский травматический пистолет, самозарядная версия под патрон .45 Rubber с 10-зарядным магазином (разработан в 2009 г.). Складной приклад отсутствует, поэтому масса без патронов - 1246 грамм[6]

## Страны-эксплуатанты
- Казахстан - после разрешения 1 января 2008 года приобретения травматического оружия в стране было продано некоторое количество травматических пистолетов ПДТ-9Т «Есаул». 2 апреля 2014 года парламент Казахстана установил запрет на владение и использование травматического оружия гражданскими лицами[7]. 29 октября 2014 года было принято решение о выкупе ранее проданного травматического оружия (в том числе, ПДТ-9Т «Есаул») у владельцев[8]. Тем не менее, они по-прежнему разрешены в качестве служебного оружия частных охранных структур[9]
- Кыргызстан - по меньшей мере один ПСТ «Капрал» был продан в Киргизию[10]
- Россия - в июле 2014 года ПСТ «Капрал» был принят на вооружение ведомственной охраны[11], также он разрешён к использованию частными охранными структурами[1]. Пистолеты ПДТ-9Т «Есаул» и ПДТ-13Т «Есаул-3» сертифицированы в качестве гражданского оружия[4][6]